# كأس الخليج العربي 3
أُقيمت بطولة كأس الخليج العربي الثالثة في دولة الكويت، من 15 مارس 1974 إلى 29 مارس 1974، وأُقيمت جميع المباريات على إستاد نادي الكويت، وقد ارتفع عدد الفرق المشاركة في هذه البطولة إلى سته فرق، ولذا تم العمل بنظام جديد للبطولة حيث قسمت الفرق إلى مجموعتين المجموعة الأولى تضم: الكويت وقطر وعمان، أما المجموعة الثاني فضمت: السعودية والإمارات والبحرين، ويتأهل أول فريقين من كل مجموعة.
و قد فاز في هذه البطولة منتخب الكويت لكرة القدم، وقد حصل على لقب هداف البطولة اللاعب الكويتي جاسم يعقوب برصيد 6 أهداف، ونال لقب أفضل لاعب في البطولة القطري محمد غانم، وحصل حارس مرمى منتخب الكويت لكرة القدم (أحمد الطرابلسي) على جائزة أفضل حارس في البطولة، حيث لم يدخل في مرماه أي هدف، وهو إنجاز احتفظ فيه حتى عام 2009 عندما عادله العماني علي الحبسي والسعودي وليد عبد الله.

## الدول المشاركة
- الكويت (المستضيف وحامل اللقب)
- الإمارات العربية المتحدة
- البحرين
- عمان
- قطر
- السعودية

## الملاعب
| مدينة الكويتكأس الخليج العربي 3 (الكويت) | مدينة الكويت     |
| ---------------------------------------- | ---------------- |
| مدينة الكويتكأس الخليج العربي 3 (الكويت) | ملعب نادي الكويت |
| مدينة الكويتكأس الخليج العربي 3 (الكويت) | السعة: 15,000    |
| مدينة الكويتكأس الخليج العربي 3 (الكويت) |                  |

## مدربو الفرق
- منتخب الإمارات لكرة القدم محمد صديق شحته (مصر)
- منتخب البحرين لكرة القدم حمادة الشرقاوي (مصر)
- منتخب عمان لكرة القدم ممدوح محمد خفاجي (مصر)
- منتخب قطر لكرة القدم حلمي حسين محمود (مصر)
- منتخب الكويت لكرة القدم ليوبيسا بروشتش (يوغسلافيا)
- منتخب السعودية لكرة القدم محمد عبده صالح الوحش (مصر).

## المرحلة التمهيدية
| الكويت               | 2–0 | الإمارات العربية المتحدة |
| -------------------- | --- | ------------------------ |
| جاسم يعقوب علي الملا |     |                          |

| البحرين                         | 4–0 | عمان |
| ------------------------------- | --- | ---- |
| فؤاد بوشقر حسين زايخ فؤاد بوشقر |     |      |

| السعودية                      | 2–0 | قطر |
| ----------------------------- | --- | --- |
| محمد المغنم الصاروخ محسن بخيت |     |     |

## مرحلة المجموعات
جميع الأوقات محلية، حسب التوقيت العربي القياسي (ت ع م+3).

### المجموعة الأولى
| م | الفريق     | لعب | ف | ت | خ | أ.له | أ.ع | أ.ف | نقاط | التأهل                       |
| - | ---------- | --- | - | - | - | ---- | --- | --- | ---- | ---------------------------- |
| 1 | الكويت (H) | 2   | 2 | 0 | 0 | 6    | 0   | +6  | 4    | يتقدم إلى مرحلة خروج المغلوب |
| 2 | قطر        | 2   | 1 | 0 | 1 | 4    | 1   | +3  | 2    | يتقدم إلى مرحلة خروج المغلوب |
| 3 | عمان       | 2   | 0 | 0 | 2 | 0    | 9   | −9  | 0    |                              |

| الكويت                              | 5–0 | عمان |
| ----------------------------------- | --- | ---- |
| جاسم يعقوب (ج.) علي الملا فتحي كميل |     |      |

| قطر                                                        | 4–0 | عمان |
| ---------------------------------------------------------- | --- | ---- |
| عبد الخالق سعد صلاح دفع الله عنبر بشير (ج.) عبد الأمير زين |     |      |

| الكويت     | 1–0 | قطر |
| ---------- | --- | --- |
| جاسم يعقوب |     |     |

### المجموعة الثانية
| م | الفريق                   | لعب | ف | ت | خ | أ.له | أ.ع | أ.ف | نقاط | التأهل                       |
| - | ------------------------ | --- | - | - | - | ---- | --- | --- | ---- | ---------------------------- |
| 1 | السعودية                 | 2   | 2 | 0 | 0 | 6    | 1   | +5  | 4    | يتقدم إلى مرحلة خروج المغلوب |
| 2 | الإمارات العربية المتحدة | 2   | 1 | 0 | 1 | 4    | 2   | +2  | 2    | يتقدم إلى مرحلة خروج المغلوب |
| 3 | البحرين                  | 2   | 0 | 0 | 2 | 1    | 8   | −7  | 0    |                              |

| الإمارات العربية المتحدة                 | 4–0 | البحرين |
| ---------------------------------------- | --- | ------- |
| سهيل سالم سالم سلطان زيد ربيع سالم سلطان |     |         |

| السعودية                                                    | 4–1 | البحرين |
| ----------------------------------------------------------- | --- | ------- |
| سعيد مذكور الغراب علي عسيري خالد التركي محمد المغنم الصاروخ |     | حسن علي |

| السعودية                              | 2–0 | الإمارات العربية المتحدة |
| ------------------------------------- | --- | ------------------------ |
| محمد المغنم الصاروخ سعيد مذكور الغراب |     |                          |

## مرحلة خروج المغلوب
جميع الأوقات محلية، حسب التوقيت العربي القياسي (ت ع م+3).
|  | نصف النهائي              | نصف النهائي            |   |                        | النهائي                  | النهائي |  |
|  |                          |                        |   |                        |                          |         |  |
|  | 26 مارس – مدينة الكويت   |                        |   |                        |                          |         |  |
|  | الكويت                   | 6                      |   |                        |                          |         |  |
|  | الإمارات العربية المتحدة | 0                      |   |                        |                          |         |  |
|  |                          |                        |   |                        |                          |         |  |
|  |                          |                        |   |                        | 29 مارس – مدينة الكويت   |         |  |
|  |                          |                        |   |                        | الكويت                   | 4       |  |
|  |                          | السعودية               | 0 |                        |                          |         |  |
|  |                          |                        |   |                        |                          |         |  |
|  |                          |                        |   |                        |                          |         |  |
|  |                          |                        |   |                        | المركز الثالث            |         |  |
|  | 27 مارس – مدينة الكويت   | 27 مارس – مدينة الكويت |   | 29 مارس – مدينة الكويت | 29 مارس – مدينة الكويت   |         |  |
|  | السعودية                 | 3                      |   | قطر (ج.)               | 1 (3)                    |         |  |
|  | قطر                      | 1                      |   |                        | الإمارات العربية المتحدة | 1 (0)   |  |

### نصف النهائي
| الكويت                                                         | 6–0 | الإمارات العربية المتحدة |
| -------------------------------------------------------------- | --- | ------------------------ |
| جاسم يعقوب محمد شعيب جاسم يعقوب حسين محمد جاسم يعقوب فتحي كميل |     |                          |

| السعودية                                               | 3–1 | قطر       |
| ------------------------------------------------------ | --- | --------- |
| ناجي عبد المطلوب سعيد مذكور الغراب محمد المغنم الصاروخ |     | محمد غانم |

### مباراة المركز الثالث
| قطر           | 1–1 (ب.و.إ.) | الإمارات العربية المتحدة |
| ------------- | ------------ | ------------------------ |
| سيف علي       |              | سالم بوشنين              |
| ركلات الترجيح |              |                          |
|               | 3–0          |                          |

### النهائي
| الكويت                        | 4–0 | السعودية |
| ----------------------------- | --- | -------- |
| فتحي كميل حمد بوحمد فتحي كميل |     |          |

### البطل
| بطل كأس الخليج العربي 3  |
| ------------------------ |
| · الكويت · للمرة الثالثة |

## الهدافون
عدد الأهداف المُسجلة  45 هدفًا  في 13 مباراة، بمتوسط 3.46 هدفًا في المباراة الواحدة.
6 أهداف
- جاسم يعقوب

4 أهداف
- علي الملا
- فتحي كميل
- محمد المغنم الصاروخ

3 أهداف
- فؤاد بوشقر
- سعيد مذكور الغراب

هدفان
- حمد بوحمد
- سالم سلطان

هدف
- حسن علي
- حسين زايخ
- حسين محمد
- محمد شعيب
- سيف علي
- عنبر بشير
- صلاح دفع الله
- محمد غانم
- عبد الخالق سعد
- عبد الأمير زين
- ناجي عبد المطلوب
- خالد التركي
- علي عسيري
- محسن بخيت
- سالم بوشنين
- زيد ربيع
- سهيل سالم